# Trúc đuôi gà
Trúc đuôi gà (danh pháp: Vietnamocalamus catbaensis) là một loài thực vật có hoa trong họ Hòa thảo. Loài này được Nguyễn Quảng Trường miêu tả khoa học đầu tiên năm 1991.